# Juliaan Vandepitte
Juliaan Vandepitte (Zuienkerke, België, 10 april 1894 - Brugge, België, 14 maart 1928) was een Vlaams radiopionier. Hij was co-stichter van Radio Kortrijk, de voorloper van Radio 2 West-Vlaanderen.

## Biografie
Vandepitte was de zoon van een spoorwegchef aan het station van Lissewege in Zuienkerke. Hij volgde een opleiding "radio-elektriciteit" aan de Stedelijke Nijverheidsschool in Brugge. Tijdens de Eerste Wereldoorlog meldde hij zich aan als vrijwilliger- tegen de zin van zijn vader- met de bedoeling telegrafist te worden. Nadat hij gewond raakte tijdens een aanval werd hij effectief radio-instructeur in militaire dienst.
Na de oorlog werd hij spoorwegbediende in het station Rabot in Gent, België. Hij bleef zich echter met radio bezighouden. In 1923 richtte hij het tijdschrift "Radio voor Vlaamse radioamateurs en luisterclubs". op en ijverde voor de stichting van een Vlaamse Radio Bond, hierbij geholpen door zijn broer, Robert Vandepitte. Zij  experimenteerden al voor 1927 met reguliere radio-uitzendingen in Vichte, België. De zender heette eerst Radio Kortrijk (KVRO). Uit dit privé-initiatief zou in 1934 de West-Vlaamse Radio Omroep groeien. Juliaan, overleden in 1928, zou dit niet meer meemaken.
Zijn broer, Robert Vandepitte zou na Juliaan's dood zijn werk verder zetten. Juliaan's jongere broer, Karel, was co-stichter van de Gentse Middenstandsradio en werd in 1934 directeur van Radio Kortrijk (inmiddels de West-Vlaamse Radio Omroep genoemd.)
Op 4 november 2010 schonk Juliaan's dochter Maria haar vaders' privé-archieven aan het In Flanders Fields Museum.
In Brugge is het Juliaan Vandepitteplein naar hem genoemd. Er is ook een gedenksteen te zijner ere terug te vinden.